# Corynactis mediterranea
Corynactis mediterranea är en korallart som beskrevs av Sars 1857. Corynactis mediterranea ingår i släktet Corynactis och familjen Corallimorphidae. Inga underarter finns listade i Catalogue of Life.